# Centro Penitenciario de Teijeiro

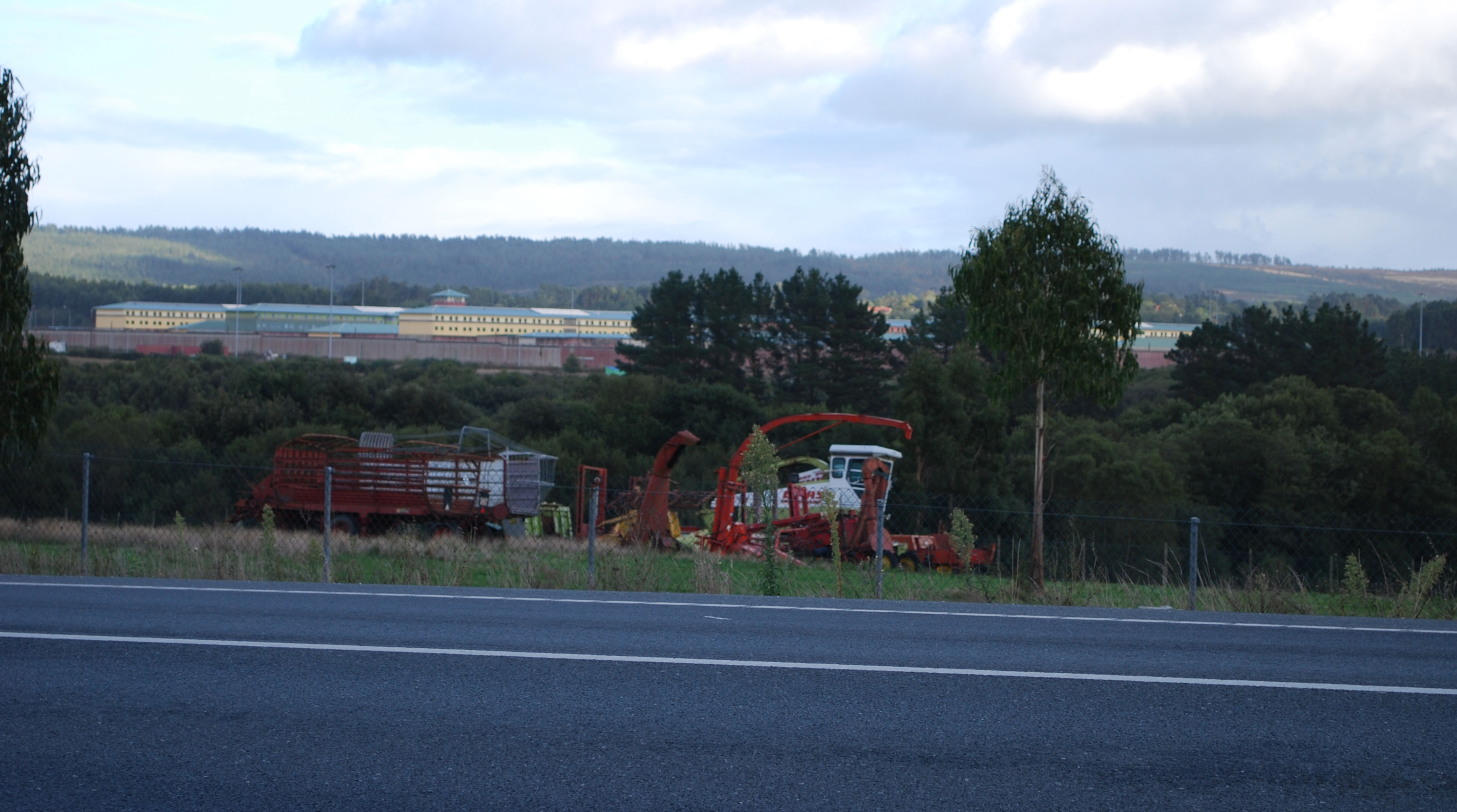
Vista de la cárcel desde la N-634.

El centro penitenciario de Teixeiro es una prisión de máxima seguridad situada en Teixeiro, en el municipio de Curtis (La Coruña) España.
Entró en servicio en 1998 y costó 7853 millones de pesetas. Está situado en una parcela de 343 000 m², con 86 430 m² construidos. El centro fue construido por la UTE de Ferrovial y diseñado por el arquitecto Francisco María Martín Carrero.
Tiene capacidad total para 1211 personas (1008 internos, 86 en el módulo de ingresos, salidas y tránsitos, 81 en la enfermería y 36 en el módulo de aislamiento), pero tiene una ocupación real de unos 1800 presos y presas.